# 愛知県立吉良高等学校
愛知県立吉良高等学校（あいちけんりつきらこうとうがっこう）は、愛知県西尾市吉良町白浜新田南切1-4にある公立高等学校である。

## 沿革
- 1949年（昭和24年） - 幡豆郡吉田町に吉田町立吉田中学校の講堂を利用して愛知県立西尾実業高等学校吉田分校を開設。
- 1951年（昭和26年） - 幡豆郡横須賀村に幡豆郡立農蚕学校[1]の講堂を利用して愛知県立西尾実業高等学校横須賀分校を開設。
- 1956年（昭和31年） - 西尾実業高校吉田分校と横須賀分校を統合し、幡豆郡吉良町上横須賀に愛知県立西尾実業高等学校吉良分校を開設。
- 1964年（昭和39年）4月 - 西尾実業高校から独立。家政科（全日制）の高校として愛知県立吉良高等学校が開校。
- 1974年（昭和49年）4月 - 保育科（全日制）を新設。
- 1985年（昭和60年）4月 - 普通科（全日制）を新設。
- 1985年（昭和60年）8月 - 吉良町上横須賀から吉良町白浜新田の現在地に校地を移転。旧校地は西尾市のコミュニティ公園になっている。
- 1993年（平成5年）4月 - 学科改編によって家政科・保育科が生活文化科となる。保育士国家試験受験資格変更に伴う改編。

## 校訓
- 「聡」（さとく）
- 「明」（あかるく）
- 「凛」（りりしく）

## 部活動
野球部
中村豪がアドバイザーを務めている。中村は愛知工業大学名電高等学校や豊田大谷高等学校で野球部監督を務め、イチロー（元シアトル・マリナーズ）、山﨑武司（元中日ドラゴンズ）、工藤公康（元埼玉西武ライオンズ）などのプロ野球選手を育てた。

## アクセス
- 名鉄西尾線および蒲郡線 吉良吉田駅より徒歩で約20分。
  - または、同駅よりふれんどバスで4分、「吉良高校」停留所下車、徒歩で約2分。

## 著名な出身者
- 南翔太（俳優）